# Норрбю
Но́ррбю (эст. Norrby), ранее также Но́рбю, на местном наречии Но́ррбе (эст. Norrbe), в 1977–1997 годах — Но́рби (эст. Norbi) — деревня в волости Вормси уезда Ляэнемаа, Эстония. Расположена на острове Вормси.

## География и описание
Расположена в восточной части острова Вормси, в 6 километрах от волостного центра — деревни Хулло. Высота над уровнем моря — 14 метров.
Климат умеренный. Официальный язык — эстонский. Почтовый индекс — 91308.

## Население
По данным переписи населения 2021 года, в Норбю проживали 14 человек, из них 12 (85,7 %) — эстонцы.
По данным переписи населения 2011 года, в деревне насчитывалось 11 жителей, из них 9 (81,8 %) — эстонцы.
Численность населения деревни Норрбю:
| Год  | 1934 | 1958 | 1970 | 1979 | 1989 | 1998 | 1999 | 2011 | 2018 | 2019 | 2020 | 2021 |
| ---- | ---- | ---- | ---- | ---- | ---- | ---- | ---- | ---- | ---- | ---- | ---- | ---- |
| Чел. | 126  | ↘ 50 | ↘ 28 | ↘ 17 | 17   | ↘ 13 | 13   | ↘ 11 | ↗ 16 | ↘ 15 | ↘ 14 | → 14 |

## История

Дети деревни Норрбю, 1924 год

В письменных источниках 1540 года упоминается Norbwͤ, 1565 года — Norby, 1604 года — Nörby.
На военно-топографических картах Российской империи (1846–1863 годы), в состав которой входила Лифляндская губерния, деревня обозначена как Норбю.
В 1977–1997 годах официальным названием деревни было Норби (Norbi).
С XIII века и до 1944 года на острове Вормси в основном жили балтийские шведы. В 1934 году в Норрбю проживали 18 семей общей численностью 126 человек. В 1944 году в Швецию эмигрировали 93 человека.
Песчаные восточные земли острова Вормси неплодородны, поэтому основным источником дохода жителей было рыболовство и мореплавание. В 1932 году в Норрбю были построены верхний и нижний маяки.
В советское время в деревнях Норрбю, Дибю и Ряльбю действовал рыболовецкий колхоз «Пыхьяранник» (“Põhjarannik”), который в начале 1950-х годов был одним самых успешных предприятий на острове.

## Инфраструктура
В деревне работает гостевой дом "Norrby Apartemendid" . В нём есть финская баня, паровая баня и во дворе — японская сауна-бочка.

## Достопримечательности
На территории деревни Норрбю, в прибрежных водах, находится ледниковый валун Кирикукиви (буквальный перевод с эстонского — «церковный камень»). Его размеры: высота 5,6 м, ширина 7,3 м и охват 25–30 м.

## Происхождение топонима
Считается, что, судя по их названиям, соседние деревни Норрбю и Сёдербю были основаны в одно время. На шведском языке norr + by означает буквально «северная деревня», söder + by —«южная деревня».

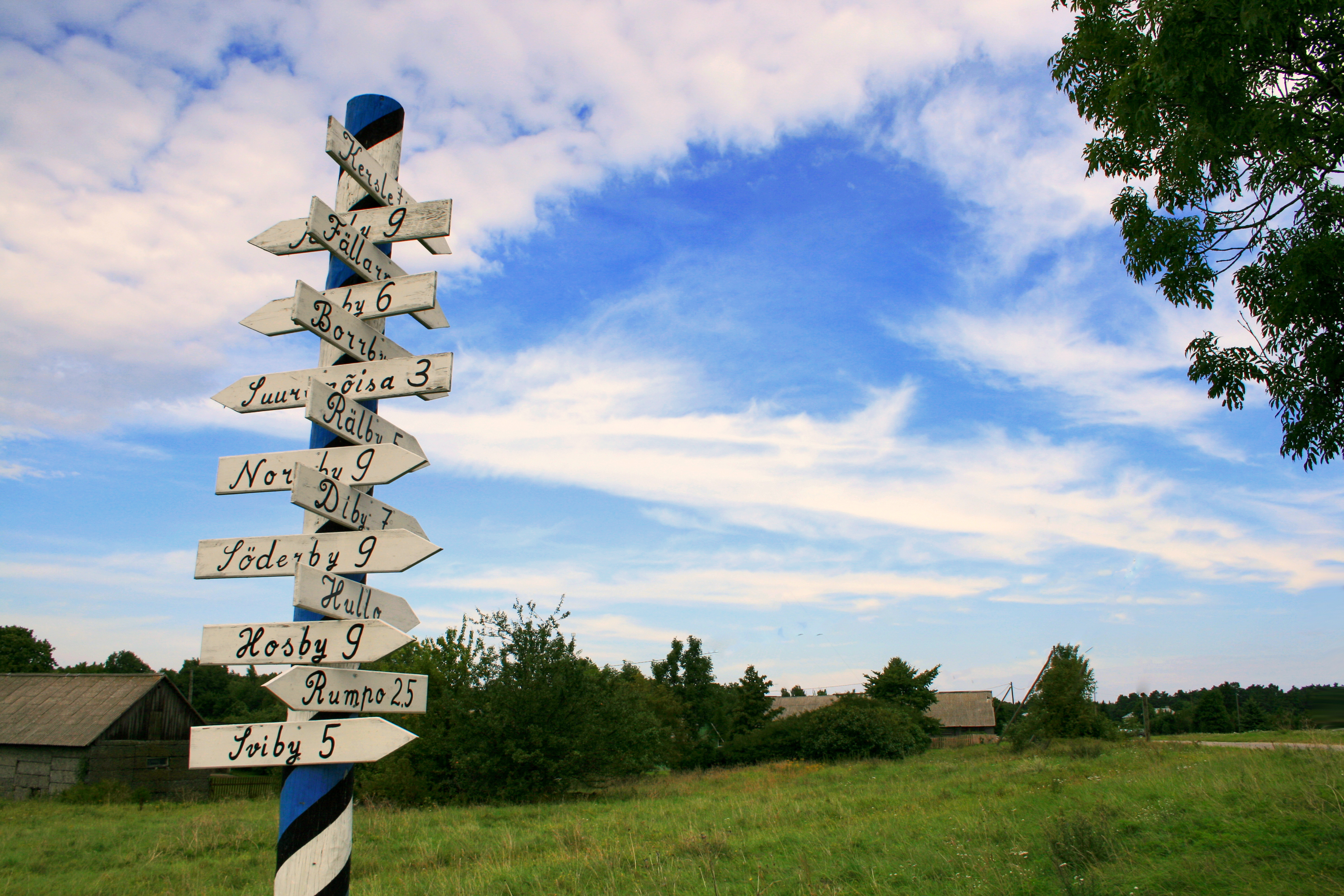
Указатели на перекрёстке окружной дороги Вормси и дороги Хулло (до Норрбю 9 км)
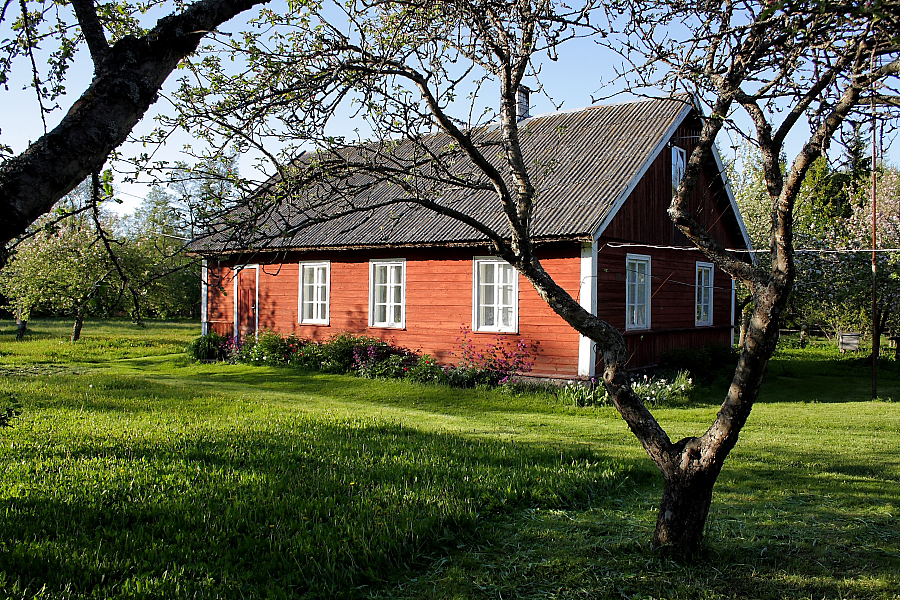
Жилой дом в Норрбю
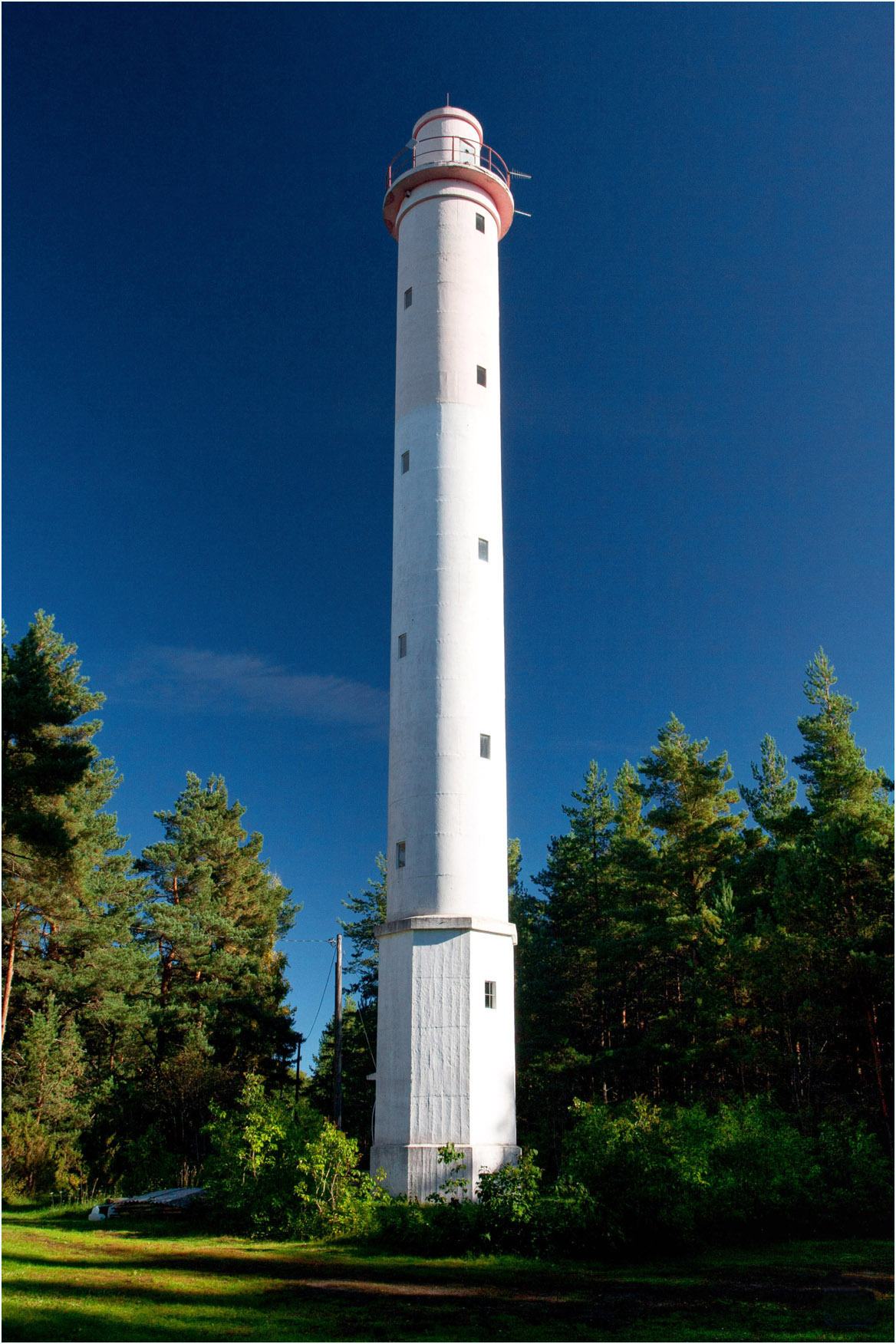
Верхний маяк Норрбю
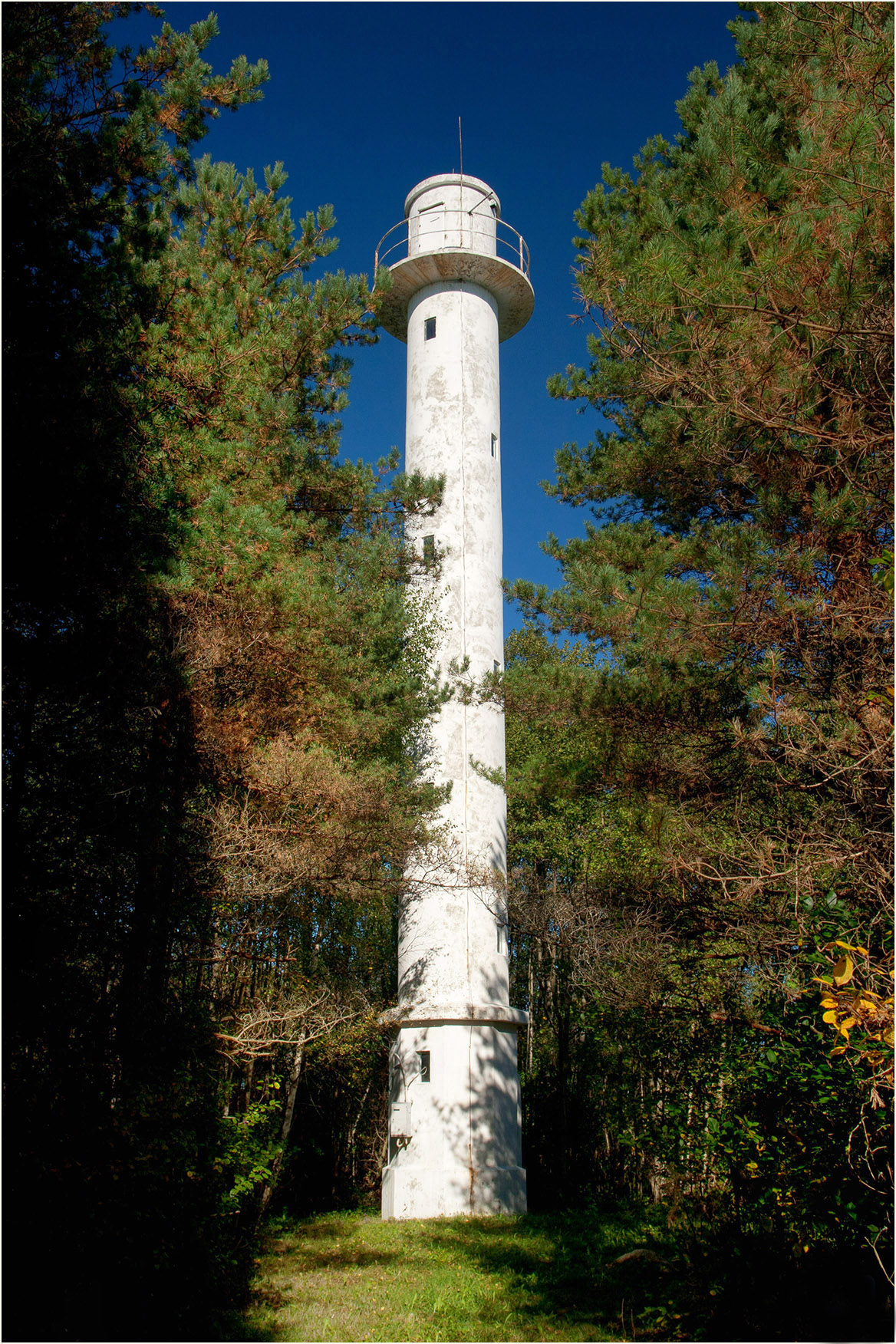
Нижний маяк Норрбю